# Jagodnik (województwo warmińsko-mazurskie)
Jagodnik (niem. Behrendshagen) – wieś w Polsce położona w województwie warmińsko-mazurskim, w powiecie elbląskim, w gminie Milejewo na obszarze Parku Krajobrazowego Wysoczyzny Elbląskiej.
Inne miejscowości o nazwie Jagodnik: Jagodnik, Jagodniki

## Nazwa
Pierwotna niemiecka nazwa miejscowości pochodzi od jej pierwszego lokatora – Bernharda. Początkowo miejscowość nazywano Bernhardishagen, potem do 1938 roku Bernhardswalde (Las Bernharda), a do 1945 roku Behrendshagen. Polskim odpowiednikiem nazwy było Jagodowo oraz Krzewie. W 1948 przemianowana na Jagodnik.

## Historia
Do XIII wieku teren zamieszkiwały plemiona pruskie, które zostały wytępione przez Krzyżaków. Wieś powstała około 1246–1300 roku. Pierwszymi jej lokatorami byli Bernhard (od którego nazwę wzięła wieś) i Blankard. 
W 1867 roku zapanował głód i prawie każdy cierpiał przez brak żywności. Mieszkańcom pomagał pastor Brasche z Milejewa. Z wojny prusko-francuskiej wszyscy mieszkańcy powołani do wojska z Behrendshagen wrócili wszyscy - nie było rannych i zmarłych. Jednak w 1872 roku miejscowość dotknęła epidemia czarnej ospy, która pochłonęła wiele ofiar.

[...] Pochowano ich na małym cmentarzyku, położonym na północ od wybudowań wiejskich, przy drodze wiodącej do Jeziora Martwego. Na cmentarzu wzniesiono murowaną kapliczkę [...]

W wyniku tych zdarzeń w tym samym roku pojawił się człowiek, który twierdził, że jest Synem Bożym i przewidywał nieuchronny koniec świata:

[...] pod wpływem dramatycznych doświadczeń z okresu epidemii powstała w Jagodniku sekta religijna czcząca tylko Syna Bożego i odrzucająca inne podstawowe dogmaty chrześcijańskie. W jednym z domów gburskich urządzono kaplicę, a głoszący w dolnoniemieckiej gwarze kazania reformator nawoływał do zerwania tradycyjnych więzów z kościołem i zbawienia duszy poprzez zalecane medytacje oraz nowe praktyki religijne.Sekta zyskała wielką popularność i zaczęła być postrzegana jako zagrożenie dla porządku społecznego, rozwiązano ją więc używając sił policyjnych. Zakazane ryty religijne były jednak kontynuowane przez mieszkańców wsi, a ich świętym miejscem stał się cmentarzyk z kapliczką.

W latach 1882–1892 zbudowano brukowaną drogę do drogi z Elbląga do Królewca, przez co komunikacja z Elblągiem znacznie się poprawiła.
W latach 1975–1998 miejscowość administracyjnie należała do województwa elbląskiego.